# تيودورو دي أرنيمانسي
تيودورو دي أرنيمانسي (بالإنجليزية: Teodoro Ardemans)‏‏ (1661 في مدريد - 15 فبراير 1726 في مدريد) مهندس معماري، ورسام من إسبانيا.